# علی سرابی
علی سرابی (زادهٔ ۹ اسفند ۱۳۵۷) بازیگر ایرانی است. وی فارغ‌التحصیل رشتهٔ بازیگری از دانشکده هنر و معماری دانشگاه آزاد تهران است و فعالیت کاری خود را از سال ۱۳۷۹ با بازی در تئاتر آغاز کرد.

## اجراها
بازی:
- هشتمین سفر سندباد (کیومرث مرادی) تهران، تئاترشهر، تالار سایه؛ ۱۳۷۹
- اتاقک زیرشیروانی (ایرج کله‌جاهی‌اصل) تهران، تئاترشهر، تالار شماره ۲؛ ۱۳۸۰
- کفتر به توان دو (نیما دهقان) تهران، تئاترشهر، تالار شماره ۲؛ ۱۳۸۰
- آرش (علی سرابی) تهران، تالار تجربه، دانشکده سینما تئاتر، ۱۳۸۱
- ملاقات شبانه (نیما دهقان) تهران، تالار شماره ۲؛ ۱۳۸۱
- ماه در آب (محمد یعقوبی) تهران، تئاترشهر، تالار سایه؛ ۱۳۸۵
- مهمانسرای دو دنیا (سهراب سلیمی) تهران، تالاراصلی؛ ۱۳۸۷
- غولتشن‌ها (حمید پورآذری) تهران، تئاترشهر، تالار سایه؛ ۱۳۸۷
- ماچیسمو (محمد یعقوبی) تهران، تئاترشهر، تالار چهارسو؛ ۱۳۸۷
- کابوس‌های یک پیرمرد بازنشسته خائن ترسو (نادر برهانی) تهران، تالار قشقایی؛ ۱۳۸۷
- پیچ تند (کتایون فیض‌مرندی) تهران، تئاترشهر، تالار سایه؛ ۱۳۸۸
- خنکای ختم خاطره (نیما دهقان) تهران، ۱۳۸۸
- خشکسالی و دروغ (محمد یعقوبی) تهران، تئاترشهر، تالار چهارسو؛ ۱۳۸۸
- زمستان ۶۶ (محمد یعقوبی) تهران، تئاترشهر، تالار چهارسو؛ ۱۳۹۰
- ۳۳ درصد نیل سایمون (محمد یعقوبی) تهران، ایرانشهر، ۱۳۹۱
- برهان (محمد یعقوبی) تهران، فرهنگسرای نیاوران، ۱۳۹۱
- مرد بالشی (آیدا کیخایی و محمد یعقوبی)، تهران، ایرانشهر و ارسباران؛ ۱۳۹۲
- نمایشنامه خوانی شب سال نو (محمد رحمانیان) تهران، فرهنگسرای اندیشه؛ ۱۳۹۲
- ترانه‌های محلی (محمد رحمانیان) تهران، تالار شمس؛ ۱۳۹۲
- روایت ناتمام یک فصل معلق (هومن سیدی) تهران، حافظ؛ ۱۳۹۲
- قرار (سیامک احصایی) تهران، حافظ؛ ۱۳۹۲
- نمایشنامه خوانی ماه در آب (بهاره مشیری) تهران، فرهنگسرای اندیشه؛ ۱۳۹۲
- نمایشنامه خوانی دو دلقک و نصفی (مسعود کیمیایی) تهران، تئاتر شهر، تالار اصلی؛ ۱۳۹۲
- در انتظار گودو (همایون غنی‌زاده) تهران، تئاتر شهر، تالار اصلی؛ ۱۳۹۲
- نمایشنامه خوانی یک دقیقه سکوت (آیدا کیخایی) تهران، فرهنگسرای نیاوران، سالن خلیج فارس؛ ۱۳۹۲
- خشکسالی و دروغ (محمد یعقوبی) تهران، فرهنگسرای نیاوران، سالن خلیج فارس؛ ۱۳۹۳
- نمایشنامه خوانی نمایشی برای تو (احسان کرمی) تهران، کانون پرورش فکری کودک و نوجوان؛ ۱۳۹۳
- هیولاخوانی (محمد یعقوبی) تهران، تئاتر شهر، تالار چهار سو؛ ۱۳۹۳
- نمایشنامه خوانی مجلس ضربت زدن (محمد رحمانیان) تهران، تئاتر شهر، تالار اصلی؛ ۱۳۹۳
- ترانه‌های محلی (محمد رحمانیان) تهران، تئاتر شهر، تالار اصلی؛ ۱۳۹۳
- ترانه‌های قدیمی (محمد رحمانیان) مشهد، تئاتر شهر، تالار اصلی؛ ۱۳۹۳
- ترانه‌های قدیمی (محمد رحمانیان) تهران، برج میلاد و تالار وحدت؛ ۱۳۹۳
- خشکسالی و دروغ (محمد یعقوبی) رشت، مجتمع فرهنگی و هنری خاتم الانبیاء (ص)، سالن شهید انصاری؛

۱۳۹۳
- خشکسالی و دروغ (محمد یعقوبی) ونکوور و چند شهر کانادایی دیگر؛ ۱۳۹۳
- ماه در آب (محمد یعقوبی) تهران، تئاتر باران؛ ۱۳۹۵
- مالی سویینی (مرتضی میرمنتظمی) تهران، تالار وحدت؛ ۱۴۰۳

و…

## کارگردان
- «مرد بالشی»، پردیس تئاتر شهرزاد؛ ۱۳۹۸
- «آن سوی آینه»، پردیس تئاتر شهرزاد؛ ۱۳۹۶
- «برنارد مرده است»، تماشاخانه ایرانشهر؛ ۱۳۹۴
- «خدای کشتار» نوشته یاسمینا رضا تهران، تماشاخانهٔ پالیز؛ ۱۳۹۵
- «آرش» نوشته بهرام بیضایی تهران، تالار تجربه، دانشکده سینما تئاتر؛ ۱۳۸۱
- «لوله» (نیما دهقان) تهران، تالار شماره ۲؛ ۱۳۸۲
- «آندارنیک» (حمید پورآذری) تهران، تالار شماره ۲؛ ۱۳۸۲
- «هرچی دلت بخواد» (حمید پورآذری) تهران، تالار سنگلج؛ ۱۳۸۲
- «خانم سرگرد باربارا» (مهرداد رایانی‌مخصوص) تهران، تئاترشهر، تالار قشقایی؛ ۱۳۸۴
- «دفتر یادداشت»(کتایون فیض‌مرندی) تهران، تئاترشهر، تالار سایه؛ ۱۳۸۴
- تله تئاتر «هویت»(مشهود محسنیان) تهران؛ ۱۳۸۹
- چند تله تئاتر کوتاه زنده در برنامه نوروزی «بهارستان»(امید سهرابی) تهران؛ ۱۳۹۳

و…

## صدا پیشگی
- گابی (کلاه‌قرمزی ۹۲) (ایرج طهماسب)؛ ۹۲–۹۱
- سمیر (گذشته) (اصغر فرهادی)؛ ۱۳۹۲
- (نمایش عروسکی د، اول دارکوب) (سروناز نانکلی) تهران، فرهنگسرای نیاوران، سالن گوشه؛ ۱۳۹۳
- گابی (کلاه‌قرمزی ۹۳) (ایرج طهماسب)؛ ۹۳–۹۲
- گابی و قوچ (کلاه‌قرمزی ۹۴) (ایرج طهماسب)؛ ۹۴–۹۳
- گابی و قوچ (کلاه‌قرمزی ۹۷) (ایرج طهماسب)؛ ۹۷–۹۶

## سریال
- سهمی برای دوست (مسعود اطیابی)۱۳۹۱
- مهرآباد (سید فرید سجادی حسینی)۱۳۹۲

## فیلم سینمایی
- استشهادی برای خدا، ۱۳۸۶
- "اشکان، انگشتر متبرک و چند داستان دیگر" (شهرام مکری)، ۱۳۸۶
- "دلم می‌خواد " (بهمن فرمان آرا)، ۱۳۹۲
- "خشکسالی و دروغ" (پدرام علیزاده)، ۱۳۹۳
- "اتاق تاریک" (محمدحسین مهدویان)، ۱۳۹۸
- "صیاد" (جواد افشار)، ۱۴۰۳

## تله فیلم
- «عزیزی که ناپدید شد» (منوچهر هادی)، ۱۳۸۷
- «از آغاز تا آغاز» (مهدی گلستانه)، ۱۳۸۹–۱۳۹۰

## بازی گردان
- «نمایش پجپجه‌های پشت خط نبرد» (اشکان خیل نژاد)، ۱۳۹۱
- «فیلم سینمایی دهلیز» (بهروز شعیبی)، ۱۳۹۱
- «فیلم سینمایی ملبورن» (نیما جاویدی)، ۱۳۹۲

## تدریس
- "کارگاه ساخت و ساز نقش" (۱)، ۱۳۹۲
- "کارگاه ساخت و ساز نقش "(۲)، ۱۳۹۳

## تقدیرها
- بهترین بازیگر مرد، بیست و ششمین جشنواره بین‌المللی تئاتر فجر (ماچیسمو)۱۳۸۶
- بهترین بازیگر مرد، کانون ملی منتقدان تئاتر ایران (آندرانیک) و (لوره) ۱۳۸۲
- بهترین بازیگر مرد، جشنواره نمایش‌های کوتاه، دانشگاه تهران (ملاقات شبانه)۱۳۸۰
- بازیگری دوم و بهترین کارگردانی، پانزدهمین جشنواره سراسری تئاتر دانشجویی (آرش) ۱۳۸۱
- بازیگری دوم مرد، دوازدهمین جشنواره تئاتر آیینی و سنتی (هر چی دلت بخواد) ۱۳۸۲
- تقدیر ویژه، بیست‌ودومین جشنواره بین‌المللی تئاتر فجر (آندرانیک)
- کاندید جایزه بازیگری، نوزدهمین جشنواره تئاتر فجر (کفتر به توان دو)
- کاندید جایزه بهترین بازیگر، کانون ملی منتقدان تئاتر ایران (دفتر یادداشت)۱۳۸۴
- بهترین بازیگر مرد، چهارمین جشنواره سراسری تئاتر ماه (هویت)۱۳۸۶
- کارگردانی دوم، چهارمین جشنواره سراسری تئاتر ماه (هویت) ۱۳۸۶
- کاندید جایزه بهترین بازیگر، جشن شب بازیگر خانه تئاتر (مرد بالشی، مایکل)۱۳۹۳
- بهترین بازیگر مرد از نظر کاربران تیوال (مجموعه کارها)۱۳۹۲
- بهترین بازیگر مرد شش ماه اول سال از نظر کاربران تیوال (ترانه‌های محلی)۱۳۹۳
- نامزد بهترین بازیگر مرد جشنواره مونت کارلو ۲۰۱۸

و…